# Новосілківська сільська рада (Буський район)
| Новосілківська сільська рада — орган місцевого самоврядування у Буському районі Львівської області з адміністративним центром у с. Новосілки. Історична дата утворення: 17 вересня 1939 року. Водоймища на території, підпорядкованій даній раді: річка Думна. Сільській раді підпорядковані населені пункти: - с. Новосілки - с. Дунів - с. Кудирявці - с. Лісок |

## Склад ради
Рада складається з 14 депутатів та голови.

### Керівний склад ради
| ПІБ                             | Основні відомості                                            | Дата обрання | Дата звільнення |
| ------------------------------- | ------------------------------------------------------------ | ------------ | --------------- |
| Магач Євген Йосипович           | Сільський голова, 1954 року народження, освіта, безпартійний | 26.03.2006   | 31.10.2010      |
| Яворський Володимир Ярославович | Сільський голова, 1983 року народження, освіта, безпартійний | 31.10.2010   |                 |

Примітка: таблиця складена за даними джерела